# 志保美村
志保美村（しほみそん）は、鳥取県岩美郡にあった自治体である。1896年（明治29年）3月31日までは岩井郡に属した。

## 概要
現在の鳥取市福部町左近（さこ）・福部町久志羅（くじら）・福部町中・福部町蔵見・福部町南田（のうだ）に相当する。塩見谷を流れる塩見川流域に位置した。
藩政時代には鳥取藩領の岩井郡福田保に属する左近村・久志羅村・中村・蔵見村、および服部庄に属する南田村があった。
当村および隣接する元塩見村は独立村としては小規模で人口も少なく財政的に独立運営が困難であったことから、両村のほぼ中央に位置する元塩見村栗谷に共同で組合役場を設置して同一村と変わらない村政を行っていた。
村名は塩見谷・塩見川に由来し、塩見は次第に狭くなる（シオ）辺り（ミ）の意とされる。漢字が「志保美」となったことについて記録は残っておらず、当村と元塩見村との間で「塩見村」の名称を使用することにどちらも譲らなかったのではないかと考えられる。村名裁定の鍵となったのは、矢谷（箭渓）の蛇山城主・塩見源太と、左近の滝谷城主・塩見左近は父子関係で、矢谷の塩見家が本家であり、また1886年（明治19年）に元塩見尋常小学校という校名が先に採用されていたことから矢谷側は元塩見村とした。一方で左近側も「塩見」に愛着があり名を捨て難かったことから読みが「しおみ」に通じる志保美村とすることで話し合いがついたものと福部村誌では推察している。

## 沿革
- 1881年（明治14年）9月12日 - 鳥取県再置。
- 1883年（明治16年）- 栗谷村に置かれた連合戸長役場の管轄区域となる[2]。
- 1889年（明治22年）10月1日 - 町村制施行により、左近村・久志羅村・中村・蔵見村・南田村が合併して村制施行し、志保美村が発足。旧村名を継承した5大字を編成。元塩見村との組合役場を同村大字栗谷村に設置[2]。
- 1896年（明治29年）4月1日 - 郡制の施行により、邑美郡・法美郡・岩井郡の区域をもって岩美郡が発足し、岩美郡志保美村となる。
- 1914年（大正3年）10月1日 - 「志保美村大字○○村」から大字の「村」を削除し、「志保美村大字○○」と改称[4]。
- 1917年（大正6年）9月1日 - 元塩見村と合併して塩見村が発足。同日志保美村廃止[5]。
- 1928年（昭和3年）4月1日 - 合併により福部村となる。

## 行政
- 歴代村長（志保美村元塩見村組合村長）については元塩見村を参照。

## 教育
- 福田尋常小学校：1891年（明治24年）に蔵見簡易小学校から改称し、大字中に移転。戦後福部小学校福田分校と改称。1964年（昭和39年）3月31日廃校、跡地は福部村第二保育所となった[2]。

## 交通
- 最寄りの駅：塩見駅